# 博韦讷
博韦讷（法語：Beauvène，法語發音：[bovɛn]）是法国阿尔代什省的一个市镇，属于普里瓦区。

## 地理
博韦讷（44°52'37"N, 4°30'35"E）面积11.82 平方千米，位于法国奥弗涅-罗讷-阿尔卑斯大区阿尔代什省，该省份为法国东南部内陆省份，北起顺时针与卢瓦尔省、伊泽尔省、德龙省、沃克吕兹省、加尔省、洛泽尔省和上盧瓦爾省接壤。
与博韦讷接壤的市镇（或旧市镇、城区）包括：沙朗孔、格吕拉斯、圣巴泰勒米勒梅伊、圣克里斯托尔、贝尔桑特。

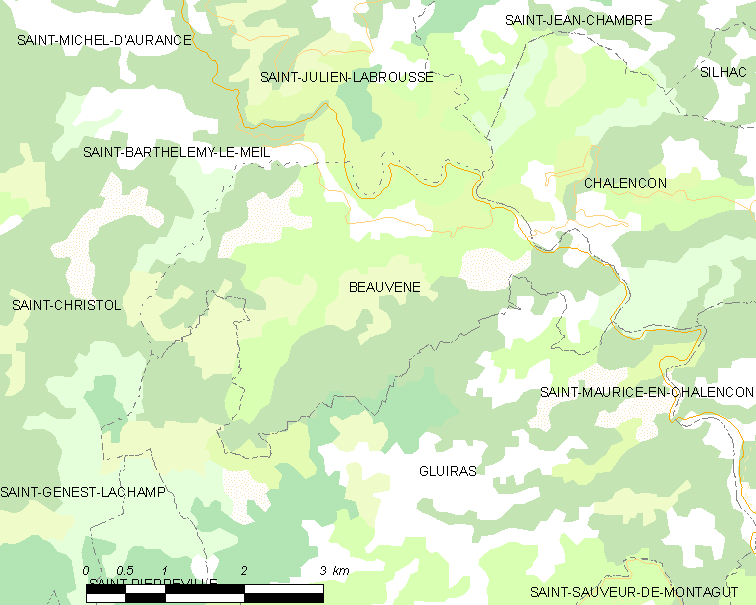
博韦讷的OSM定位图

博韦讷的时区为UTC+01:00、UTC+02:00（夏令时）。

## 行政
博韦讷的邮政编码为07190，INSEE市镇编码为07030。

## 政治
博韦讷所属的省级选区为上埃里约县。

## 人口

1962-2008年间博韦讷人口变化图示

博韦讷于2022年1月1日时的人口数量为202人。